# Remo Schulze
Remo Schulze (ur. 1 maja 1988 w Wernigerode) – niemiecki aktor teatralny, filmowy i telewizyjny.

## Wybrana filmografia

### Filmy fabularne
- 2008: Alles was recht ist jako Ben
- 2008: Stoliczku, nakryj się (Tischlein deck dich) jako Max Klopstock
- 2010: Unkraut im Paradies jako Lukas
- 2010: Rock It! jako Phil - Megafett
- 2013: Wyspa nadziei (Willkommen im Club, TV) jako Leon

### Seriale TV
- 2008: Telefon 110 (Polizeiruf 110) jako Erik Schumann
- 2009: Der Kriminalist jako Paul Brandt
- 2010: Dzieciaki z Einstein High jako Lars Friederich
- 2011–2013: Verbotene Liebe jako Timo Mendes
- 2012: Ostatni gliniarz jako Tobias Sommer
- 2014: Dzieciaki z Einstein High jako Lars Friederich
- 2016: To, co najważniejsze (Alles was zählt) jako Milan Kluge
- 2017: Einstein jako Vincent